# Lijst van rijksmonumenten in Moddergat
De plaats Moddergat telt 17 inschrijvingen in het rijksmonumentenregister. Hieronder een overzicht. 
| Object | Oorspronkelijke functie?  | Bouwjaar                                     | Architect | Locatie            | Coördinaten?                 | Nr.?   | Afbeelding |
| --- | ------------------------- | -------------------------------------------- | --------- | ------------------ | ---------------------------- | ------ | --- |
| Woning (Reddingsboatreed 8) met zesruitsvensters onder zadeldak tussen gepleisterde topgevels                           | Woonhuis                  | 1796                                         |           | Reddingsboatreed 8 | 53° 24' 19" NB, 6° 4' 26" OL | 38712  | Meer afbeeldingen                                                                                             |
| Houten schuur op bakstenen fundering onder rieten wolfsdak met uileborden                                               | Bedrijfs-, fabriekswoning | 1860                                         |           | De Oere 2          | 53° 24' 20" NB, 6° 4' 22" OL | 38713  | Meer afbeeldingen                                                                                             |
| De Oere 10, pand zonder verdieping onder schilddak met achter rode en voor blauw verglaasde golfjespannen               | Woonhuis                  | 1684                                         |           | De Oere 10-12      | 53° 24' 20" NB, 6° 4' 25" OL | 38714  | Meer afbeeldingen                                                                                             |
| Twee huisjes (Reddingsboatreed 2) zonder verdieping onder met rode pannen gedekt zadeldak tussen puntgevels             | Woonhuis                  | 1757, recent onjuist jaartalanker 1795       |           | Reddingsboatreed 2 | 53° 24' 20" NB, 6° 4' 27" OL | 38715  | Meer afbeeldingen                                                                                             |
| Huis (Reddingsboatreed 4) zonder verdieping onder door rode pannen gedekt zadeldak tussen puntgevels met vlechtingen    | Woonhuis                  | 1815 1975 (rest.)                            |           | Reddingsboatreed 4 | 53° 24' 20" NB, 6° 4' 27" OL | 38716  | Meer afbeeldingen                                                                                             |
| Huis (Reddingsboatreed 6) zonder verdieping onder door rode pannen gedekt zadeldak tussen puntgevels met vlechtingen    | Woonhuis                  | 1796 (jaartalanker)                          |           | Reddingsboatreed 6 | 53° 24' 19" NB, 6° 4' 26" OL | 38717  | Meer afbeeldingen                                                                                             |
| Woning onder tentdak met topschoorsteen                                                                                 | Woonhuis                  | 1802                                         |           | Fiskerspaad 2      | 53° 24' 18" NB, 6° 4' 32" OL | 38718  | Meer afbeeldingen                                                                                             |
| Visserswoning onder zadeldak tussen topgevels (Museum 't Fiskershúske)                                                  | Woonhuis                  | 1794 (jaartalanker)                          |           | Fiskerspaad 4      | 53° 24' 18" NB, 6° 4' 33" OL | 38719  | Meer afbeeldingen                                                                                             |
| Visserswoning onder zadeldak tussen topgevels (Museum 't Fiskershúske)                                                  | Woonhuis                  | 1808                                         |           | Fiskerspaad 6      | 53° 24' 18" NB, 6° 4' 33" OL | 38720  | Meer afbeeldingen                                                                                             |
| Visserswoning onder zadeldak tegen voortopgevel met moet van kleine rond gesloten lichtopening (Museum 't Fiskershúske) | Woonhuis                  |                                              |           | Fiskerspaad 8      | 53° 24' 18" NB, 6° 4' 33" OL | 38721  | Meer afbeeldingen                                                                                             |
| Visserswoning onder half zadeldak tegen puntgevel aan de ene zijde en met schilddakvormige beëindiging aan de andere    | Woonhuis                  | na 1832                                      |           | Fiskerspaad 10     | 53° 24' 17" NB, 6° 4' 34" OL | 38722  | Meer afbeeldingen                                                                                             |
| De Oere 42, visserswoning onder schilddak met daarachter parallel lopende schuur onder zadeldak                         | Woonhuis                  | 1751, 1770 (jaartalanker)                    |           | De Oere 42         | 53° 24' 17" NB, 6° 4' 36" OL | 38723  | Meer afbeeldingen                                                                                             |
| De Oere 44 | Woonhuis                  | 1751                                         |           | De Oere 44         | 53° 24' 17" NB, 6° 4' 36" OL | 38724  | Meer afbeeldingen                                                                                             |
| Pand met puntgevel met zesruitsschuiframen en venster met luiken onder zadeldak                                         | Woonhuis                  | 1839 (jaartalanker)                          |           | De Oere 50         | 53° 24' 17" NB, 6° 4' 36" OL | 38725  | Meer afbeeldingen                                                                                             |
| Visserswoning onder zadeldak tussen puntgevels met vlechtingen en achtruitsvensters in bepleisterde voorgevel           | Woonhuis                  |                                              |           | De Oere 52a        | 53° 24' 17" NB, 6° 4' 35" OL | 38726  | Visserswoning onder zadeldak tussen puntgevels met vlechtingen en achtruitsvensters in bepleisterde voorgevel |
| Boethuisje onder zadeldak tussen puntgevels                                                                             | Industrie                 | 18e eeuw                                     |           | De Oere 36         | 53° 24' 18" NB, 6° 4' 34" OL | 38727  | Meer afbeeldingen                                                                                             |
| Visserswoning onder met rode pannen belegd zadeldak tussen topgevels met schoorstenen                                   | Bedrijfs-, fabriekswoning | Laat 18e / vroeg 19e eeuw; jaartalanker 1835 |           | Seewei 49          | 53° 24' 11" NB, 6° 4' 55" OL | 482301 | Meer afbeeldingen                                                                                             |